# Saint-Pierre-d'Argençon
Saint-Pierre-d'Argençon är en kommun i departementet Hautes-Alpes i regionen Provence-Alpes-Côte d'Azur i sydöstra Frankrike. Kommunen ligger  i kantonen Aspres-sur-Buëch som ligger i arrondissementet Gap. År 2022 hade Saint-Pierre-d'Argençon 154 invånare.

## Befolkningsutveckling
Antalet invånare i kommunen Saint-Pierre-d'Argençon
Referens:INSEE